# Adhangau
Adhangau est une petite île inhabitée des Maldives. 

## Géographie
Adhangau est située dans le centre des Maldives, au Sud-Est de l'atoll Nilandhe Nord, dans la subdivision de Faafu. Elle voisine l'île d'Enbulufushi.